# Миладин Зорић
Миладин Зорић Гарача (Орашко Брдо, код Босанског Петровца, 6. април 1920 – Шид, 18. јануар 1945), учесник Народноослободилачке борбе и народни херој Југославије.

## Биографија
Рођен је 6. априла 1920. године у селу Орашко Брдо, код Босанског Петровца. Потицао је из веома сиромашне сељачке породице. Пошто је био најстарије дете у породици, одмалена је морао да ради и помаже у кућним и другим пословима. Попут многих вршњака, из његовог краја, у основну школу је ишао успутно, јер му је главна обавеза била да помаже у кући. Његов отац Милош је сваког пролећа одлазио у Београд, где је радио као физички радник, све до касне јесени. Тада је сва брига око домаћинства падала на Миладина и његову мајку.
Убрзо по завршетку основне школе, умро је Миладинов отац и тада наступа посебно тежак период његовог живота. Он постаје глава породице, која се морала старати о сиромашном домаћинству. Већ у четрнаестој години, обављао је све пољске послове, а између две сетве, одлазио је да као радник заради неки динар на изградњи Унске пруге. Почетком 1941. године, кренуо је стопама свога покојног оца и отишао на рад у Београд. Радио је као физчки радник на грађевини и живео на Карабирми и Јатаган мали, трудећи се да уштеди што већи део новца и пошаље га мајци. Одмах по избијању рата у Југославији, априла 1941. године напустио је Београд и вратио се у родно место.
Након стварања усташке Независне Државе Хрватске и отвореног прогона и убијања Срба у Босанској крајини, јула 1941. године избио је оружани устанак у његовом родном крају. Миладин је тада одлучио да се прикључи устаницима. Због великог прилива бораца у прве устаничке јединице, примани су само они који су служили војску и били вични оружју. Миладин је тада био упоран да га приме у јединицу, па је иако му нису дали пушку, кренуо је голорук у Брђански устанички вод.
Иако без пушке, учествовао је у свим првим борбама и акцијама – постављању заседа, нападу на непријатељске колоне и упоришта и др. У неколико борби Миладин је успевао да зароби пушку, али му је она одузимана и давана другим ненаоружаним борцима, за које је сматрана ода ће њоме боље руковати. Тек у јесен 1941. године, када се већ неколико пута истакао својом храброшћу, Миладину је дозвољено да задржи заробљену пушку. Потом је из борбе у борбу, био све запаженији. Јављао се добровољно у патролу и на стражу, обављао и курирске послове и др. Другови из јединице су га тада прозвали „Гарача“ и тај надимак му је остао до смрти. Заједно са њим у јединици тада су били и други истакнути борци овог краја Никола Војводић, Раде Зорић и др.
Августа 1942. године, његова Куленвакуфска партизанска чета је ушла у састав Другог батаљонатада формиране Треће крајишке ударне бригаде. Убрзо потом, сви борци ове бригаде су чули за „Гарачу“, који се још пре тога истакао храброшћу. За годину дана ратовања он је од безименог омладинца, коме нису хтели дати пушку, прерастао у једног од најбољих бораца Треће крајишке бригаде. Стално се истицао и потврђивао своју храброст - у јуришима на Бихаћ, Јајаце и Теслић, у борбама са четницима у централној Босни и у тешким одбрамбеним борбама на Радуши, код Прозора, за време битке на Неретви и др.
Посебно се истакао у борбама током битке на Сутјесци, маја 1943. године. Његова бригада је између 20. и 25. маја 1943. године водила жестоке борбе на простору имеђу река Ћехотине и Дрине. У тим борбама погинуо је Миладинов стриц Раде, који је био пушкомитраљезац. Он је тада узео његов „шарац“ и поред мртвог стрица наставио да пуца на Немце. Од тада се Миладин није одвајао од овог пушкомитраљеза све до своје погибије, а у слободно време, када су други борци одмарали, он се занимао са својим „шарцем“, кога је стално брисао и подмазивао. Заједно са групом истакнутих бораца Треће крајишке бригаде, био је примљен у чланство Комунистичке партије Југославије (КПЈ), маја 1943. године.
Често се излагао опасностима, упадајући у готово безизлазне ситуације, због чега је понекад био и критикован од својих стрешина. Много чешће његво име налазило се у похвалама, које су упућиване његовој јединици, а о његовим подвизима су често причали и други борци бригаде. Октобра 1943. године, Трећа крајишка бригада је нападала Зеницу, а задатак његовог батаљона је био да уништи електричну централу и сва постројења око ње. Миладин се у овој борби, са својим „шарцем“ налазио у ударном воду, који је на јуриш пробио спољну одбрану и успео да продре до централе. Када су потом Немци извршили противнапад, поново се налазио на ударном воду који их је зауставио и одбио. Јануара 1944. године, приликом првог напада на Бања Луку, његов батаљон се пробио у центар града, али се после немачког противнапада нашао у окружењу. Миладин је тада са својим пушкомитраљезом на сред улице уништио посаду једног немачког тенка и присило други тенк на повлачење, чиме је обезбедио повлачење своје чете у утврђене зграде.
За време немачког десанта на Дрвар, 25. маја 1944. године Миладинов Други батаљон Треће крајишке бригаде је имао задатак да заустави јаку немачку колону, која је из правца Ливна продирала ка Дрвару. Миладин се тада поново налазио на челу ударне групе. Њихов јуриш је био силовит и успели су да пресеку непријатељску колону, чиме су обезбедили дејство осталих снага и на тај начин одбије и одбаци немачке снаге у Ливно. Убрзо се поново истакао - 23. јуна у борбама на Црном врху, када је његова бригада била окружена на просотру Бугојно-Травник-Горњи Вакуф и била принуђена да води непрекидне борбе. Миладин се тада налазио на истуреном положају и упорно је одбијао немачке јурише.
Убрзо по преласку у Србију, септембра 1944. године, Трећа крајишка бригада је учествовала у тешким борбама на Јеловој гори против главнине четничких снага, које је лично предводио Дража Михаиловић. У овој борби у којој је партизанске снаге су успеле да разбију четничку главнину и приморају је на повлачење у Босну. Током ове борбе Други батаљон се пробио дубоко у четничку позадину, где је нападао штабове и пресретао колоне. Сам Штаб Драже Михаиловића, замало им је умакао, али су успели да заплене његову архиву и радио-станицу. За изузетне заслуге у току ових борби, Трећа крајишка бригада је проглашена за „пролетерску бригаду“, а њен Други батаљон је добио прелазну заставицу Прве пролетерске дивизије. Посебно је био похваљен и истакнут Миладин Зорића Гарача. Ђуран Ковачевић командант Другог батаљона је Гарачи, као најбољем борцу бригаде предао ову прелазну заставу. Потом је био постављен за команданта Треће чете.
Борба за ослобођење Београда, октобра 1944. године за Гарачу је била велики доживљај јер је током ове борбе имао прилику да се бори заједно са војницима Црвене армије. Своја јунаштва наставио је и касније на Сремском фронту. Средином јануара 1945. године немачки 34. армијски корпус је отпочео јаке нападе, познате и под називом „Зимска олуја“, на јединице Прве армије НОВЈ с циљем да скрати и стабилизује фронт. Током 17. јануара Немци су успели да сломе одбрану Пете крајишке дивизије и да назадрживо напредују ка Товарнику и Шиду. Трећа крајишка бригада, која је тада била распоређена на железничкој прузи Товарник-Шид имала је задатак да заустави немачко надирање ка Шиду. Гарачина Трећа чета била је тада на положају у близини железничке станице.
Јак немачки напада, праћен подршком тенкова, отпочео је 18. јануара ујутро. Гарача се тада, са својим „шарцем“ налазио на првој линији, заједно са другим борцима, који су били наоружани противтенковским пушкама. Није дозвољавао да пешадија излази пред немачке тенкове, док их они неоспособе. У овој изузетно тешкој борби, Трећа крајишка бригада имала је 36 погинулих и 95 рањених бораца. Међу страдалима је био и њен легендарни борац - Миладин Зорић Гарача, који је погинуо поред свог пушкомитраљеза, истог оног поред кога је страдао и његов стриц Раде, на Сутјесци. Одмах по поогибији борцу су га извукли у заклон, а потом пренели у позадину. Сутрадан је био сахрањен.
Указом Президијума Народне скупштине ФНРЈ, 5. јула 1951. године, проглашен је за народног хероја.